# Sven Baum (Fußballspieler)
Sven Baum (* 20. Oktober 1968) ist ein ehemaliger deutscher Fußballspieler.

## Sportliche Laufbahn

### Clubkarriere
Nachdem er bereits als Juniorenspieler erste Einsätze in der 2. Mannschaft des FC Carl Zeiss Jena in der Ligasaison 1986/87 verzeichnen konnte, rückte er im Sommer 1987 endgültig aus der Juniorenoberligaelf des FCC in das dortige Ligaufgebot. In den ersten acht Partien der Spielzeit 1987/88 gehörte er zum Stamm der Jenaer Zweitvertretung von Trainer Rainer Schlutter.
Am 2. Oktober 1987 wurde er im Thüringen-Derby zwischen dem FC Rot-Weiß Erfurt und dem FC Carl Zeiss im Oberligaspielbetrieb von Coach Lothar Kurbjuweit nach 28 Minuten für Andreas Krause eingewechselt. Bereits am folgenden Tag stand er wieder 90 Minuten im Liga-Team auf dem Platz und der Ausflug in die höchste Spielklasse des DDR-Fußballs sollte sein einziger im FCC-Trikot bleiben.
Bis Frühlingsanfang 1988, der 20. März ist als Datum seines letzten Punktspieles für den FC Carl Zeiss Jena II ausgewiesen, gehörte er dem Jenaer Fußballclub an. Ab dem 1. April lief er wie Uwe Amstein, der ebenfalls den Weg aus der Universitätsstadt innerhalb des Bezirks Gera auf den Roten Hügel in Weida ging, in der derselben Staffel dieser Spielklasse für die BSG Fortschritt Weida auf. Ebenso wie der FC Carl Zeiss Jena II musste auch Fortschritt Weida am Saisonende den Weg in die Drittklassigkeit antreten.
Ab Herbst 1989 bestritt der Mittelfeldmann Ligaspiele für die BSG Chemie Böhlen. Mit der Betriebssportgemeinschaft gelang Sven Baum im Wendejahr der Aufstieg ins ostdeutsche Oberhaus. Nach der Fusion von Chemie Böhlen und der BSG Chemie Leipzig zum FC Sachsen Leipzig kickte der ehemalige Jenaer Erstligadebütant in der nach der Wiedervereinigung als NOFV-Oberliga firmierenden Eliteklasse. In deren letzter Saison belegten die Leutzscher Rang 12. Auch über die Qualifikationsrunde gelang den Grün-Weißen der Sprung in die 2. Bundesliga nicht und Sven Baum kickte ab 1991/92 an der Seite seines Namensvetters Frank Baum nun mehr drittklassig: zunächst in der Amateur-Oberliga und ab Sommer 1994 in der Regionalliga.
Nach einem zweijährigen Intermezzo bei der SG Dynamo Dresden, damals ebenfalls in der Regionalliga Nordost unterwegs, kehrte Baum 1997 für weitere drei Jahre zum FC Sachsen zurück. Letztmals im höherklassigen deutschen Ligafußball tauchte der frühere Erstligakicker 2002/03 beim sächsischen Landesligaaufsteiger Kickers 94 Markkleeberg auf.

### International
Der Jenaer Nachwuchsspieler wurde in der DDR-U-18 in neun Partien aufgeboten. Mit der Juniorenauswahl errang Baum im Sommer 1986 den 2. Platz bei den Jugendwettkämpfen der Freundschaft in Nordkorea.